# Spilosoma rattrayi
Spilosoma rattrayi är en fjärilsart som beskrevs av Rothschild 1910. Spilosoma rattrayi ingår i släktet Spilosoma och familjen björnspinnare. Inga underarter finns listade i Catalogue of Life.